# هاسمرسهایم
هاسمرسهایم (به آلمانی: Haßmersheim) یک شهر در آلمان است که در نکار-ادنوالد واقع شده‌است. هاسمرسهایم ۴٬۸۴۲ نفر جمعیت دارد.

## خواهرخوانده
شهرهای Chartres-de-Bretagne و Oderwitz خواهرخوانده‌های هاسمرسهایم هستند.